# Rivière York
Rivière York är ett vattendrag i Kanada.   Det ligger i provinsen Québec, i den östra delen av landet, 900 km öster om huvudstaden Ottawa.
I omgivningarna runt Rivière York växer i huvudsak blandskog. Runt Rivière York är det glesbefolkat, med 11 invånare per kvadratkilometer.